# Пуната (провинция)
Пуната — провинция в департаменте Кочабамба, Боливия. По состоянию на 2001 год на территории проживало 47 735 человек. На севере граничит с провинцией Чапаре, на северо-востоке с провинцией Тиракуэ, на востоке с провинцией Арани, на юго-востоке с провинцией Мискуэ, на юге с провинцией Эстебан Арсе, на западе с провинцией Герман Йордан. Основное население территории составляют представители народа кечуа.
Наиболее распространённые языки — испанский и кечуа.

## Административное деление
| Муниципалитет | Центр        |
| ------------- | ------------ |
| Пуната        | Пуната       |
| Вилла-Риверо  | Вилла-Риверо |
| Сан-Бенито    | Сан-Бенито   |
| Такачи        | Такачи       |
| Кучумуэла     | Кучумуэла    |